# Powódź – Na ratunek dzieciom
Powódź – Na ratunek dzieciom (ang. The Flood: Who Will Save Our Children?) – australijsko-amerykański film obyczajowy z gatunku dramat z 1993 roku w reżyserii Chrisa Thomsona. Wyprodukowana przez wytwórnię Wolper Productions, Film Queensland i Warner Bros. Television. Film został oparty na faktach.
Premiera filmu miała miejsce 10 października 1993 roku.

## Opis fabuły
Kościół baptystów jest organizatorem wypoczynku nad rzeką Guadeloupe. W wyniku nawałnicy stan wody w rzece gwałtownie wzrasta. Jeden z opiekunów nakazuje natychmiastowe opuszczenie doliny, ale szlak, którym przybyli, jest zalany. Ewakuacja inną drogą kończy się na pozornie płytkim brodzie.

## Obsada
Źródło: Filmweb
- Michael A. Goorjian jako Scott Chapman
- David Lascher jako Brad Jamison
- Joe Spano jako Richard Koons
- Renée O’Connor jako Leslie
- Jerome Ehlers jako Ray Masterman
- Norm Skaggs jako Jerry Smith
- Amy Van Nostrand jako Linda Smith
- Lisa Rieffel jako Leanne Pond
- David Franklin jako Dave Villareal
- Scott Michael Campbell jako Mike Smith
- Kelly Rummery jako Jennifer
- Holly Brisley jako Tonya
- Caroline Gillmer jako Susan